# Église Saint-Maurice-et-Saint-François-de-Sales de Thorens-Glières
L'église Saint-Maurice-et-Saint-François-de-Sales de Thorens-Glières est une église catholique française, située dans le département de la Haute-Savoie, dans la commune de Thorens-Glières. Elle est placée sous le patronage du saint Maurice d'Agaune, capitaine de la Légion Thébéenne, martyrisé à Octodure en Valais, et du saint savoyard, François de Sales.

## Historique
Cette église paroissiale a été le lieu de baptême de François de Sales.
L'église actuelle a été reconstruite en 1898, puis consacrée le 15 mai 1901 sous le double patronage.

## Galerie

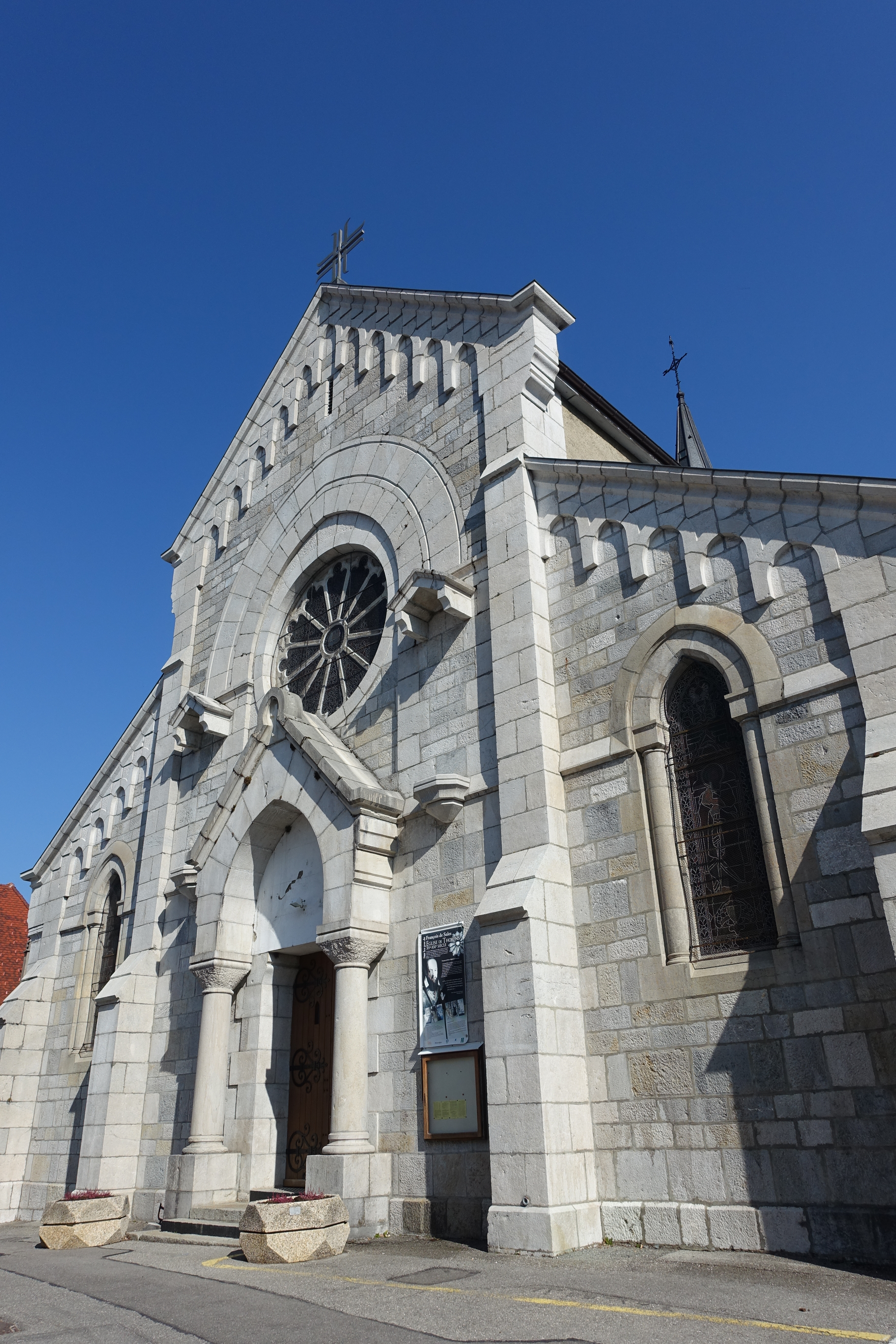
Porte
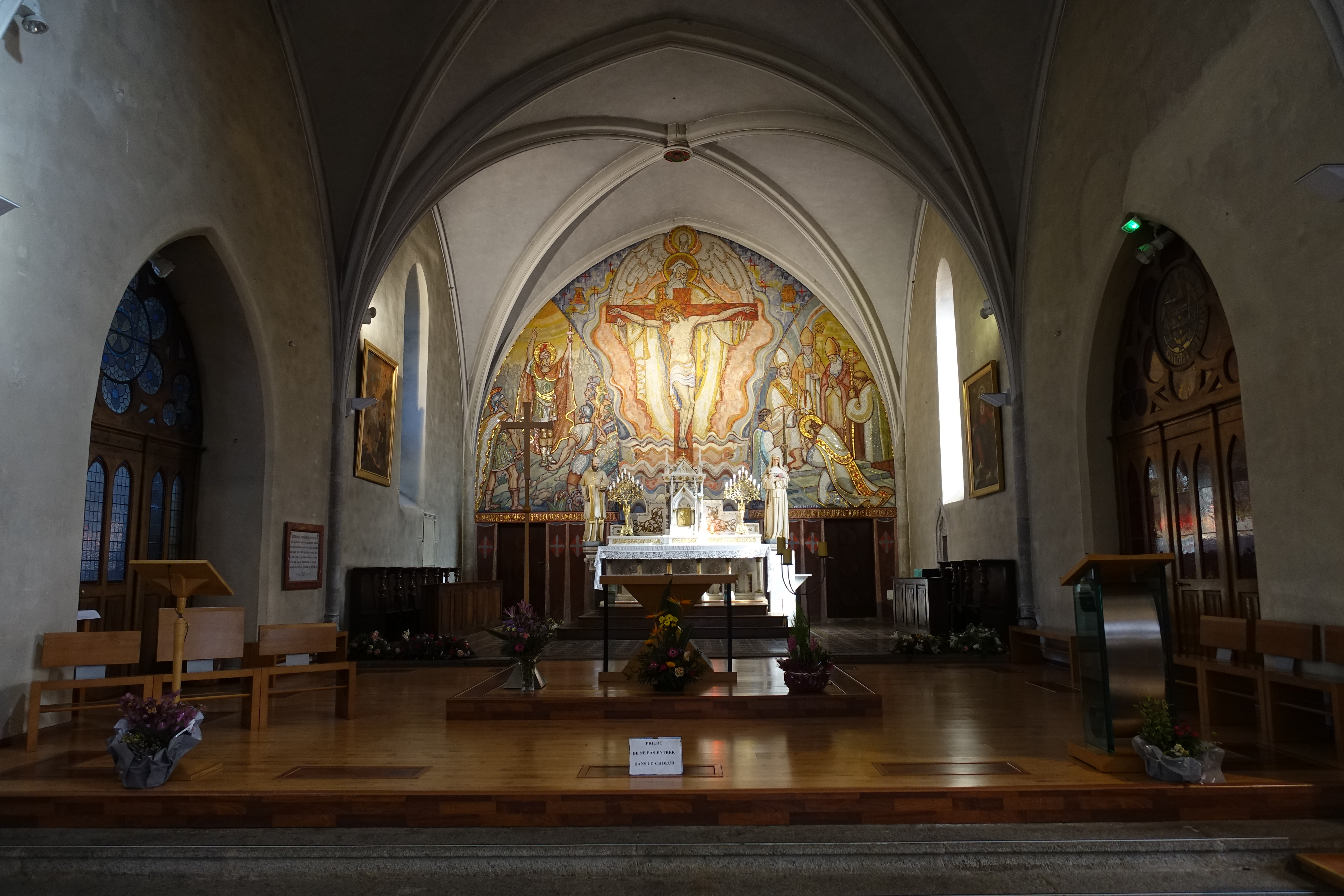
Autel
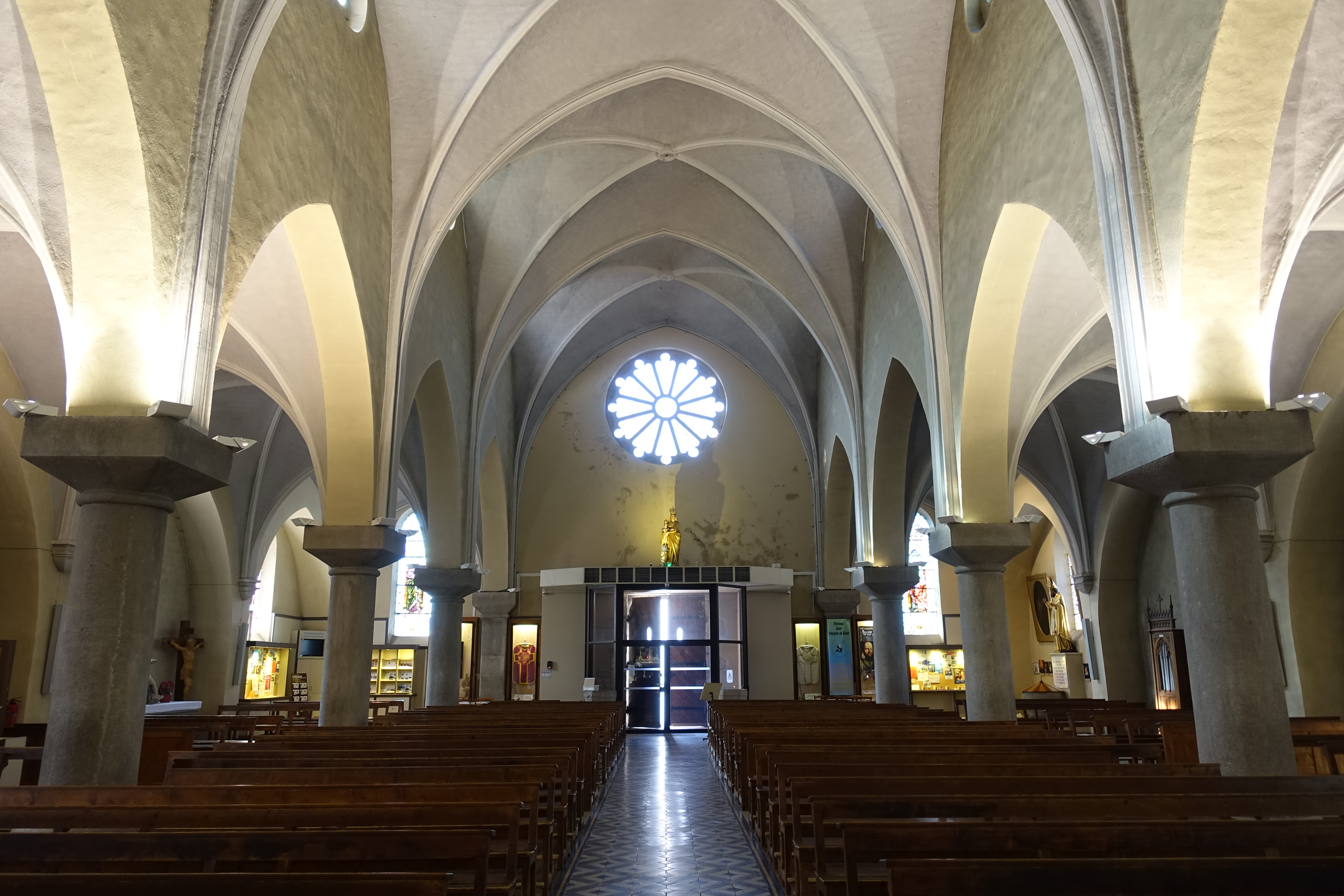
Intérieur (vue vers la porte)
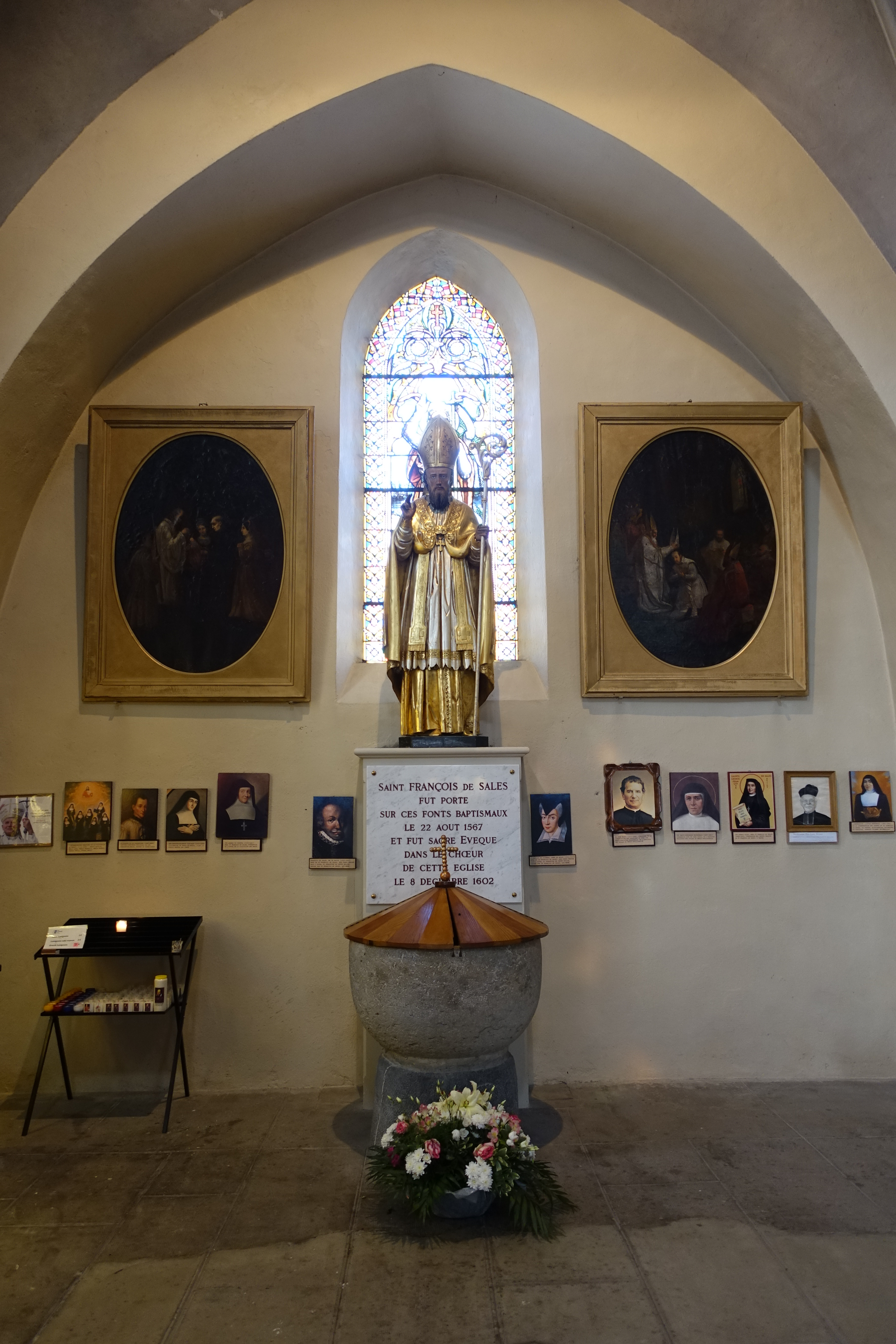
Fonts baptismaux, sur lesquels Saint François de Sales a été baptisé
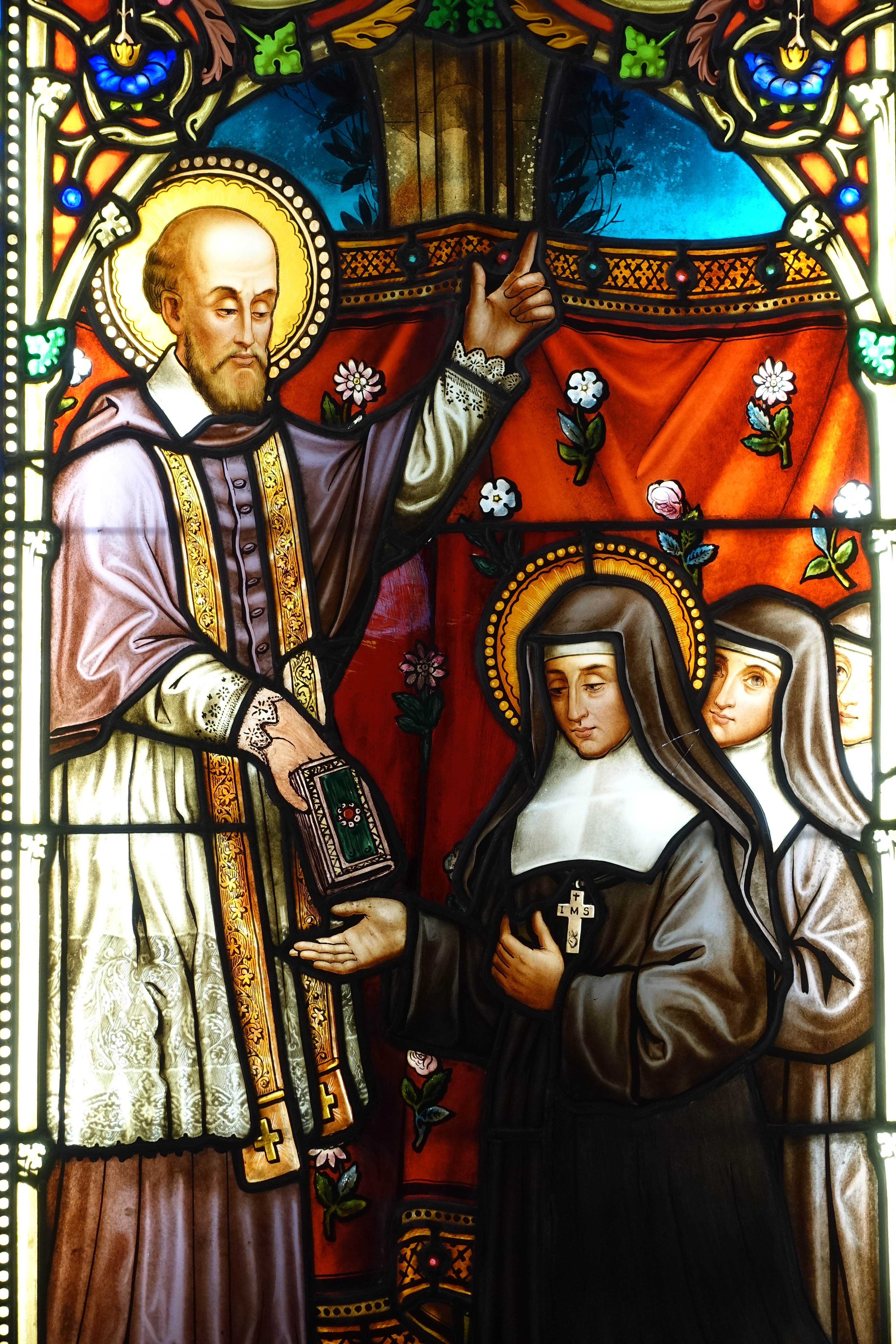
Vitrail
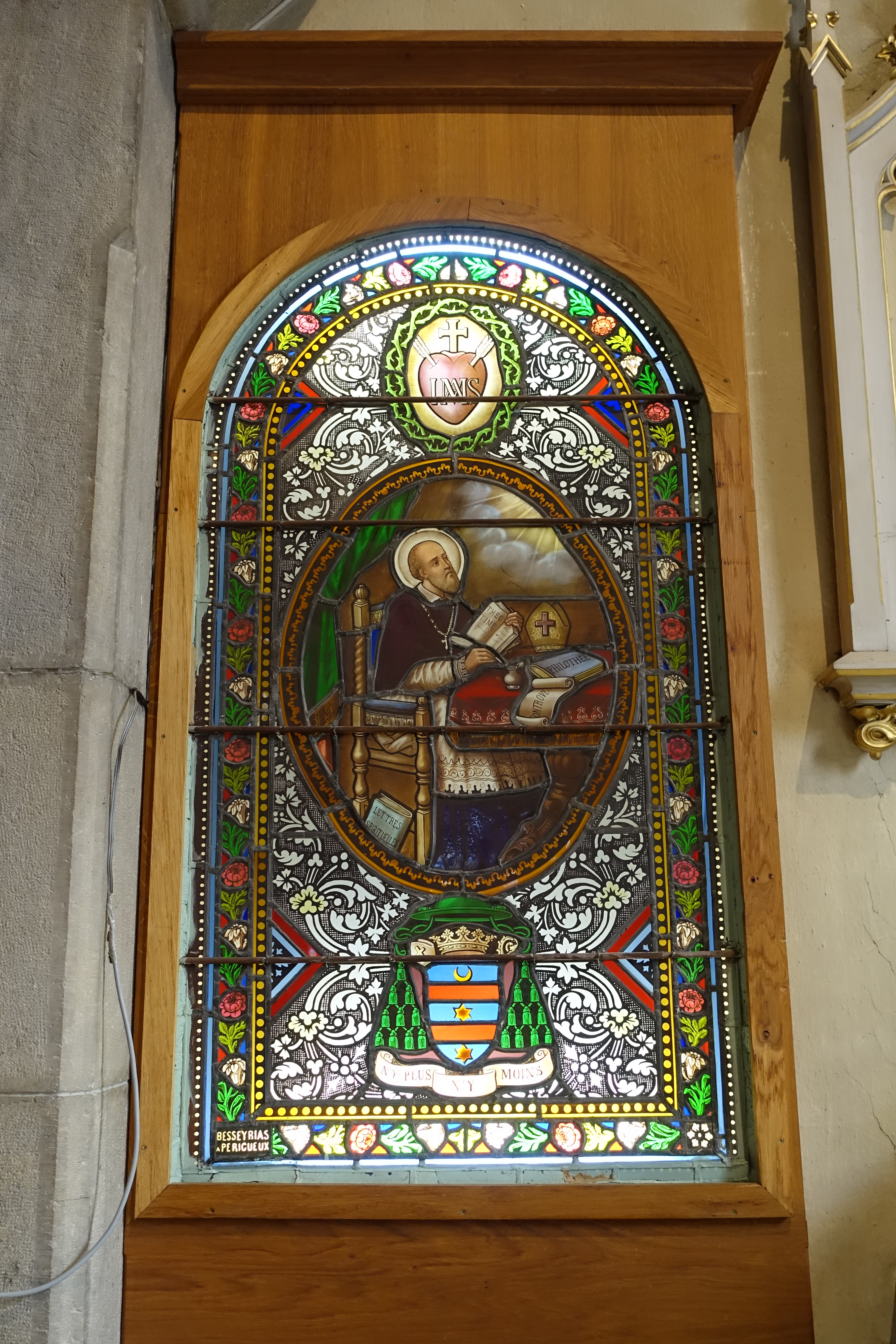
Vitrail